# Rhopalomenia
Rhopalomenia is een geslacht van wormmollusken uit de  familie van de Rhopalomeniidae.

## Soorten
- Rhopalomenia aglaopheniae (Kowalewsky & Marion, 1887)
- Rhopalomenia glandulosa Eisenhut & Salvini-Plawen, 2006